# 上阿尔卑斯省
上阿尔卑斯省（法語：Hautes-Alpes，法語發音：[ot.z‿alp] ⓘ）是法國普罗旺斯-阿尔卑斯-蔚蓝海岸大区所轄的省份。該省編號為05，省会为加普。